# The Notorious IBE
 (janvier 2021).
 (janvier 2021).
La mise en forme du texte ne suit pas les recommandations de Wikipédia : il faut le « wikifier ».
Les points d'amélioration suivants sont les cas les plus fréquents. Le détail des points à revoir est peut-être précisé sur la page de discussion.
- Les titres sont pré-formatés par le logiciel. Ils ne sont ni en capitales, ni en gras.
- Le texte ne doit pas être écrit en capitales (les noms de famille non plus), ni en gras, ni en italique, ni en « petit »…
- Le gras n'est utilisé que pour surligner le titre de l'article dans l'introduction, une seule fois.
- L'italique est rarement utilisé : mots en langue étrangère, titres d'œuvres, noms de bateaux, etc.
- Les citations ne sont pas en italique mais en corps de texte normal. Elles sont entourées par des guillemets français : « et ».
- Les listes à puces sont à éviter, des paragraphes rédigés étant largement préférés. Les tableaux sont à réserver à la présentation de données structurées (résultats, etc.).
- Les appels de note de bas de page (petits chiffres en exposant, introduits par l'outil «  Source ») sont à placer entre la fin de phrase et le point final[comme ça].
- Les liens internes (vers d'autres articles de Wikipédia) sont à choisir avec parcimonie. Créez des liens vers des articles approfondissant le sujet. Les termes génériques sans rapport avec le sujet sont à éviter, ainsi que les répétitions de liens vers un même terme.
- Les liens externes sont à placer uniquement dans une section « Liens externes », à la fin de l'article. Ces liens sont à choisir avec parcimonie suivant les règles définies. Si un lien sert de source à l'article, son insertion dans le texte est à faire par les notes de bas de page.
- La présentation des références doit suivre les conventions bibliographiques. Il est recommandé d'utiliser les modèles {{Ouvrage}}, {{Chapitre}}, {{Article}}, {{Lien web}} et/ou {{Bibliographie}}. Le mode d'édition visuel peut mettre en forme automatiquement les références.
- Insérer une infobox (cadre d'informations à droite) n'est pas obligatoire pour parachever la mise en page.

Pour une aide détaillée, merci de consulter Aide:Wikification.
Si vous pensez que ces points ont été résolus, vous pouvez retirer ce bandeau et améliorer la mise en forme d'un autre article.
The Notorious IBE (International Breakdance Event) est un festival international de danse hip-hop à Heerlen aux Pays-Bas. Entre 1998 et 2005, le festival a eu lieu à Nighttown à Rotterdam, aux Pays-Bas. En 2008, le festival a déménagé à la ville de Heerlen dans la province du sud de Limburg.
Le Notorious IBE est un festival qui s’adresse aux initiés et aux étrangers de la culture et offre aux visiteurs un mélange unique de musique, de danse et de programmes culturels.
Chaque édition du IBE prend vie grâce à « une collaboration entre amis et partenaires ». Ces « amis et partenaires » organisent leurs propres programmes, invitent leurs propres artistes, présentent leurs propres projets et répondent à leurs propres attentes. Le résultat est un long week-end de 50-60 programmes variant entre performances musicales, battles de danse, spectacles de danse, ateliers, talkshows, cinéma, photographie et art. Au cours des dernières années, le nombre d’installations typiques du festival, comme le marché de la culture, l'espace créatif ou l'aire de restauration du festival, a augmenté. Faisant de l’IBE un événement unique dans le monde de la danse urbaine et hiphop.
La 15e édition de The Notorious IBE aura lieu le 1er août 2021 dans la ville de Heerlen. Le 31 juillet, le festival démarre officieusement avec un Block Jam et des pré-parties dans le centre-ville.

## Résultats des Battle Bboy en solo
| Année | Vainqueur   | Crew représenté       |
| ----- | ----------- | --------------------- |
| 2019  | Phil Wizard | Wizards/United Rivals |
| 2018  | Phil Wizard | Wizards/United Rivals |
| 2017  | Kuzya       | Breaknuts             |
| 2016  | Victor      | MF Kidz/Squadron      |
| 2015  | Sunni       | Soul Mavericks        |
| 2014  | Tonio       | Inesteam              |
| 2013  | Issei       | Foundnation           |
| 2012  | Killa Sebi  | B-Town All Stars      |
| 2011  | Niek        | The Ruggeds           |
| 2010  | Hill        | Unik Breakers         |
| 2008  | Wilson      | Soul Mavericks        |
| 2005  | Menno       | Hustle Kidz/Def Dogz  |
| 2004  | Abd-L       | Vagabonds             |
| 2003  | Airdit      | TNT Crew              |

## Résultats des "Seven 2 Smoke"
| Année | Vainqueur                                          | Crew représenté           | Note                           |
| ----- | -------------------------------------------------- | ------------------------- | ------------------------------ |
| 2017  | Hong 10, Wing, Menno, Victor, Lil G, Issei, Junior | Red Bull BC One All Stars | Seven All Star 2 Smoke Edition |
| 2016  | Nabil                                              | Vagabonds/Arabiq Flavor   | 30+ Seven 2 Smoke Edition      |
| 2015  | Japan (Issei, Nori, Katsu, Ami, Shigekix)          | The Last Samurai          | Seven 2 Smoke Crew Edition     |
| 2014  | Jazzy Gypz                                         | The Ruggeds               |                                |
| 2013  | Issei                                              | Foundnation               | Seven 2 Smoke Winners Edition  |
| 2012  | Blond                                              | Extreme/SKB               |                                |
| 2011  | Niek                                               | The Ruggeds               |                                |
| 2010  | Morris                                             | Rock Force/Fallen Kings   |                                |
| 2009  | Menno                                              | Hustle Kidz/Def Dogz      |                                |
| 2008  | Mijo                                               | Motion Disorderz          |                                |
| 2005  | Kareem                                             | Rock Force/Fallen Kings   |                                |
| 2004  | Mounir                                             | Vagabonds                 |                                |
| 2003  | Ronnie                                             | Full Force                |                                |
| 2002  | Salah                                              | Vagabonds                 |                                |

### 2013 - l'Édition des gagnants
En 2013, l’IBE a organisé une édition spécial avec les gagnants des précédents Seven2Smoke. Les gagnants étaient Ronnie, Kareem, Mijo, Menno, Niek, Blond et Gravity. Bboy Issei du Japon a été invité gràce à sa victoire au Seven2Smoke du UK B-Boy Championships.
| ×       | Ronnie | Kareem | Mijo | Menno | Niek | Blond | Issei | Gravity | Victoires | Défaites |
| ------- | ------ | ------ | ---- | ----- | ---- | ----- | ----- | ------- | --------- | -------- |
| Ronnie  |        | 3-0    | 0-1  | 0-2   | 0-0  | 0-0   | 0-0   | 0-0     | 3         | 3        |
| Kareem  | 0-3    |        | 0-0  | 0-0   | 0-0  | 0-0   | 1-0   | 1-0     | 2         | 3        |
| Mijo    | 1-0    | 0-0    |      | 2-1   | 0-2  | 0-0   | 0-0   | 0-0     | 3         | 3        |
| Menno   | 2-0    | 0-0    | 1-2  |       | 0-1  | 0-0   | 0-0   | 0-0     | 3         | 3        |
| Neik    | 0-0    | 0-0    | 2-0  | 1-0   |      | 0-2   | 0-0   | 0-0     | 3         | 2        |
| Blond   | 0-0    | 0-0    | 0-0  | 0-0   | 2-0  |       | 0-2   | 0-0     | 2         | 2        |
| Issei   | 0-0    | 0-1    | 0-0  | 0-0   | 0-0  | 2-0   |       | 1-1     | 3         | 2        |
| Gravity | 0-0    | 0-1    | 0-0  | 0-0   | 0-0  | 0-0   | 1-1   |         | 1         | 2        |

Au bout de 25 minutes, les bboys suivants étaient à égalité : Ronnie, Mijo, Menno, Niek et Issei. Un tie-break était nécessaire pour déterminer un gagnant. Après avoir battu tous ses adversaires, bboy Issei () a été couronné vainqueur.